# Engenho do Porto
Engenho do Porto é um bairro do município de Duque de Caxias, na Região Metropolitana do Rio de Janeiro, fazendo parte do primeiro distrito do município. Tem limites com Lagunas e dourados, Centro, Bar dos Cavaleiros e Bela Vista. Seu acesso e pela Avenida Dr. Manoel Teles que inicia no Centro e termina no Bar dos Cavaleiros.